# Albariño
El albariño (en portugués: Alvarinho) es una variedad de uva de Galicia, más concretamente de la provincia de Pontevedra, donde se usa para hacer vino blanco. Su fiesta, que congrega a más de cien mil personas, se celebra en Cambados, el primer domingo de agosto.

## Historia
Evidencias científicas parecen indicar que la variedad es originaria de Galicia, Un reciente estudio, que incluye las semillas de yacimientos arqueológicos de Galicia y variedades de uva actuales, señala la proximidad morfométrica existente entre las pepitas del Albariño con las halladas en el yacimiento de las salinas romanas de O Areal (Vigo) del siglo III-IV d. C. Este trabajo permite avanzar la hipótesis de que el albariño habría sido una variedad de uva que se genera a partir del cultivo de variedades silvestres locales o de su hibridación con variedades domésticas en el Noroeste Ibérico en época romana . Hasta recientemente, existía la leyenda de que la uva albariño fue llevada a Galicia por los monjes de la Orden del Císter en el siglo XII como defendía por el gastrónomo y escritor Álvaro Cunqueiro.  La orden había sido fundada en 1090 en la abadía de Citeux, en la Côte d'Or de Borgoña. Esos monjes, que provenían de regiones vitivinícolas de Francia, habrían plantado viñedos en los valles del Camino de Santiago. 
El paso de una variedad tradicional de consumo local a un vino comercial se debe, entre otros, a la valorización promovida por Jesús Requena, fitopatólogo, enólogo, y funcionario del ministerio de agricultura que en la década de 1970 inició la revolución en la plantación de viñas y elaboración de albariño. En los años 90 el Centro Superior de Investigaciones Científicas (CSIC) estudió los clones de albariño que había en toda la geografía gallega, contabilizando medio centenar con más de 200 años de antigüedad. En 1993 el CSIC plantó 11 de los mejores clones en la parcela de la Misión Biológica de Galicia. El estudio demostró las diferencias en producción, calidad de la uva, calidad del mosto y sensibilidad a las enfermedades de la vid de cada uno. En la década de 2000 los trabajos contaron con la ayuda de la Diputación de Pontevedra y de bodegas como Terras Gauda. En 2012 la Misión Biológica de Galicia, el CSIC y el Consejo Regulador Rías Baixas firmaron un acuerdo para comercializar los cinco primeros clones de albariño certificados.

## Viticultura

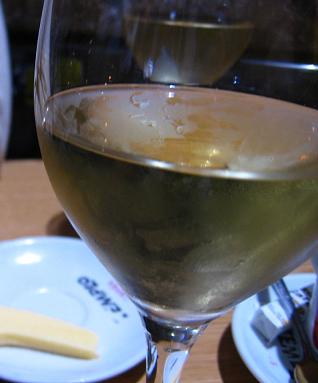
Copa de vino de albariño.

Su época de desborre es precoz y su época de maduración es tardía. Se usa para elaborar vinos monovarietales o vinos de mezcla. Es una vid de vigor medio y porte entre semierguido y horizontal. Su fertilidad es bastante elevada. Requiere de terrenos frescos. La conducción de su crecimiento se realiza apoyada en emparrado o en cordón. Es poco sensible a la botrytis, muy sensible al oídio y bastante resistente al mildiu.

## Vinos

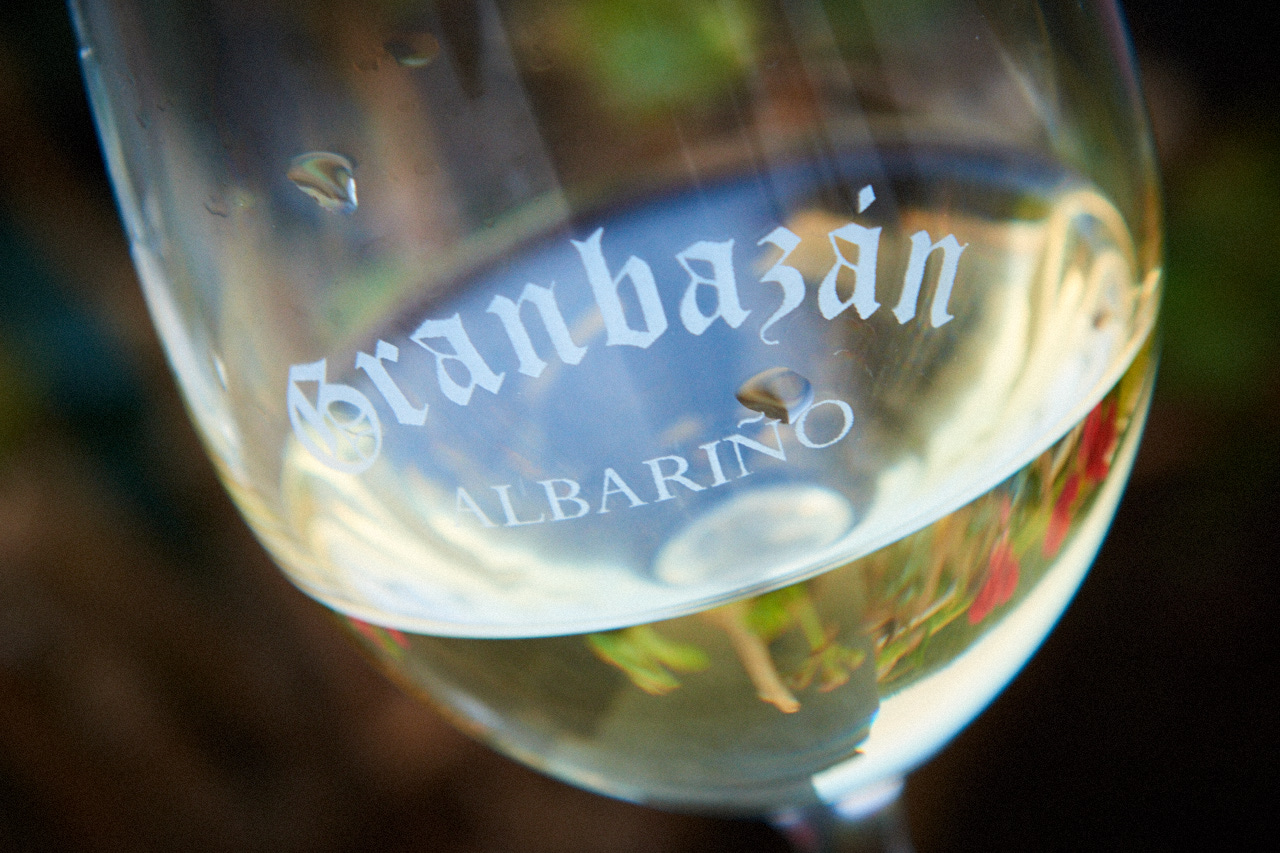
Copa de Vino Albariño Rías Baixas

Sus vinos tienen una graduación alcohólica elevada y una acidez notable. Tiene un gran potencial aromático afrutado con matices florales. Sus monovarietales son los vinos blancos más prestigiosos de Galicia. Es habitual consumirlos jóvenes, aunque algunas bodegas los elaboran con crianza en barrica.
Algunos enólogos no consideran positivo que a veces sea demasiado afrutado y empalagoso. Esto puede resolverse con la crianza. Que algunos albariños conserven esa característica empalagosa es paradójico, ya que es de las pocas uvas blancas españolas que permite una óptima crianza sobre lías.

## Comunidades autónomas
Según la Orden APA/1819/2007, de 13 de junio (BOE del día 21), la uva albariño es una variedad de vid destinada a la producción de vino recomendada en Galicia y autorizada en Cantabria, Castilla y León y Cataluña.
España produce albariño de forma muy abundante en las Rías Baixas, sobre todo en las localidades de Cambados, Condado do Tea y Barbanza e Iria. La comarca del Salnés concentra el 70% de la producción vitivinícola de las Rías Baixas. En la DOs de Ribeiro y Valdeorras suele mezclarse con loureira, godello, caiño, arinto o treixadura. Estas mezclas fueron comunes en Galicia hasta 1986, cuando se creó la DO Rías Baixas. A partir de entonces la albariño empezó a resurgir para vinos monovarietales, tanto para la demanda española como para la internacional. Con este resurgir del albariño, estos varietales han ido "escalando posiciones para los paladares de Europa, América y de todos los bebedores de vino que desean sabores limpios y ricos a fruta madura", y ha llevado a la elaboración de nuevos vinos en Portugal.
Es común en la región portuguesa de Vinho Verde, aunque solo está legalmente establecida en las regiones de Monção y Melgaço. También hay cultivos de esta variedad en varias áreas vitícolas de California, en Estados Unidos.

## Sinónimos
La albariño también es conocida con los sinónimos albarina, alvarinha, alvarinho, azal blanco, galego y galeguinho.